# Hans-Dieter Kreuder
Hans-Dieter Kreuder (* 20. November 1939 in Prenzlau) ist ein deutscher Germanist, Linguist und Hochschullehrer.

## Leben und Wirken
Nach seiner Reifeprüfung 1959 in Lauterbach studierte Hans-Dieter Kreuder von 1960 bis 1966 Germanistik und Anglistik an der Universität Marburg/L. Sein erstes Staatsexamen für den höheren Schuldienst legte er 1966 ab. Von 1967 bis 1968 arbeitete er als Lektor für deutsche Sprache an der University of Reading. 1970 promovierte er im Fach Germanistik an der Universität Marburg bei Ludwig Erich Schmitt. Seither war er an dieser Universität als Hochschullehrer tätig, zunächst bis 1972 als wissenschaftlicher Assistent und bis 1979 als Dozent. Seit 1980 arbeitete er als Wissenschaftlicher Oberrat und nach seiner Habilitation 2001 als Professor für Germanistische Sprachwissenschaft. Im Jahre 2005 trat er in den Ruhestand.

## Veröffentlichungen (Auswahl)
- Milton in Deutschland. Seine Rezeption im latein- und deutschsprachigen Schrifttum zwischen 1651 und 1732 (= Quellen und Foirschungen zur Sprach- und Kulturgeschichte der germanischen Völker, N.F., Bd. 43). de Gruyter, Berlin 1971, ISBN 3-11-003685-1 (= Dissertation Universität Marburg).
- Lexika der modernen linguistischen Terminologie. In: Zeitschrift für Dialektologie und Linguistik, Bd. 40 (1973), H. 2, S. 175–184.
- Studienbibliothek Linguistik. Steiner, Wiesbaden 1974 (4. Aufl. 2012, ISBN 978-3-515-09533-4).
- (mit Klaus Beyer): Lernziel: Kommunikation. Linguistik für die Schule. Kohlhammer, Stuttgart 1975, ISBN 3-17-002136-2.
- Neue Lexika der modernen linguistischen Terminologie. In: Zeitschrift für Dialektologie und Linguistik, Bd. 45 (1978), H. 1, S. 68–94.
- Kommunikation als Zielsetzung des Sprachunterrichts. Analyse der Vorbedingungen und Bestandsaufnahme der vorherrschenden Kommunikationsmodelle. In: Germanistische Linguistik, Jg. 1978, H. 2–5, S. 193–222.
- Anstöße zur Begründung der Metasprachlichen Lexikographie. In: Horst Haider Munske (Hrsg.): Deutscher Wortschatz.  Lexikologische Studien. Ludwig Erich Schmitt zum 80. Geburtstag von seinen Marburger Schülern. de Gruyter, Berlin 1988, S. 370–388, ISBN 3-11-010892-5.
- (mit Peter Seidensticker): Sprache als Medium und als Gegenstand des Unterrichts. Eine Pilotstudie. In: Wolfgang Brandt (Hrsg.): Sprache in Vergangenheit und Gegenwart. Beiträge aus dem Institut für Germanistische Sprachwissenschaft der Philipps-Universität Marburg (= Marburger Studien zur Germanistik, Bd. 9). Hitzeroth, Marburg 1988, S. 155–183, ISBN 3-925944-52-4.
- Metasprachliche Lexikographie. Untersuchungen zur Kodifizierung der linguistischen Terminologie (= Lexicographica. Series maior, Bd. 114). Niemeyer, Tübingen 2003, ISBN 3-484-39114-6 (= Habilitationsschrift Universität Marburg).
- "Nun mach mal einen Punkt". Zur Geschichte und Gebrauch eines nichtalphabetischen Graphs. In: Muttersprache, Bd. 115 (2005), H. 4, S. 353–365.